# Waigolshausen
Waigolshausen – miejscowość i gmina w Niemczech, w kraju związkowym Bawaria, w rejencji Dolna Frankonia, w regionie Main-Rhön, w powiecie Schweinfurt. Leży około 12 km na południowy zachód od Schweinfurtu, przy  linii kolejowej Schweinfurt – Würzburg.

## Dzielnice
W skład gminy wchodzą trzy dzielnice: Hergolshausen, Theilheim i Waigolshausen.

## Demografia
| Rok  | Liczba mieszk. |
| ---- | -------------- |
| 1970 | 2.772          |
| 1987 | 2.614          |
| 2000 | 2.912          |
| 2005 | 2.893          |
| 2006 | 2.907          |

## Oświata
(na 1999)

W gminie znajduje się 150 miejsc przedszkolnych (ze 134 dziećmi).